# Noth- und Hülfsbüchlein für Bauersleute
Das Noth- und Hülfsbüchlein für Bauersleute ist ein 1788/89 anonym erschienenes Buch, das vielfach nachdedruckt wurde. Verfasser ist der vor allem als Volksaufklärer bekannte Rudolph Zacharias Becker. Durch dieses Buch erlangte Zacharias Becker als Volksaufklärer europäischen Rang. Das Buch gilt noch bis heute als das meistverbreitete weltliche Buch des deutschen Sprachraums für das ausgehende 18. Jahrhundert und sogar noch bis weit in das 19. Jahrhundert hinein.

## Inhalt und Aufbau
In der Rahmenhandlung, die etwa 40 % des Inhalts einnimmt, werden Geschichten aus dem fiktiven Dorf Mildheim erzählt, darunter auch die Schauergeschichte einer totgeglaubten Frau, die in ihrem Grab aufwacht, dort ein Kind zu Welt bringt, und die schließlich durch Zufall entdeckt wird. Das führt zu leidenschaftlichen Reaktionen der Dorfbevölkerung, und es werden Überlegungen angestellt, was man tun kann, um solche Ereignisse in Zukunft zu verhindern. Weiterhin werden noch praktische Tipps aus verschiedenen Lebensbereichen gegeben.
So werden zum Beispiel konkrete Tipps im Umgang mit den Kartoffeln gegeben, dazu heißt es:
„Die Kartoffeln, Tortüffeln, Erdtüffeln, Erdbirn, Grundbirn, (welche auch an einigen Orten fälschlich Erdäpfle gennant werden), sind eine gar herrliche Frucht, (...). Sie lassen sich trocken mit Salz essen; man kann sie in sauren Kohl, Möhren, Rüben, Erbsen, braunen Kohl und fast alle Gemüse mengen: die kleinsten kann man in Suppe thun wie kleine Klöse oder Knötel. Man kann Brey und Suppe daraus kochen und Kuchen und Brod daraus backen“. (Noth- und Hülfs-Büchlein für Bauersleute. Hg. v. der Deutschen Zeitung. Gotha, Leipzig 1788, 73–76).
Das Buch ist untergliedert in 3 Teile mit insgesamt 19 Kapiteln.

## Ausgaben
- Noth- und Hülfsbüchlein für Bauersleute oder lehrreiche Freuden- und Trauer-Geschichte des Dorfs Mildheim. 2 Bände Seidel, Sulzbach in der Oberpfalz, 1788 und 1789. [Göschen, Gotha, 1788 u. 1789]
- Noth- und Hülfsbüchlein für Bauersleute. Nachdruck der Erstausgabe. ISBN 978-3883792071
- Noth- und Hülfs-Büchlein für Bauersleute. Hg. v. der Deutschen Zeitung. Gotha, Leipzig 1788